# Angel Station
Angel Station ist das neunte Studioalbum der Manfred Mann’s Earth Band. Es wurde 1979 veröffentlicht.

## Das Album
Manfred Mann hatte Ende 1978 die Band aufgelöst, jedoch bereits mit Aufnahmen zu diesem Album begonnen. Für die Neugründung wurden mehrere Besetzungsänderungen vorgenommen. Der Ex-Wings Schlagzeuger Geoff Britton ersetzte den Gründungs-Schlagzeuger Chris Slade und Steve Waller ersetzte den Gitarristen Dave Flett. Britton verließ die Band bald darauf aufgrund einer Krankheit wieder und wurde durch John Lingwood ersetzt. Das Album ist mit dieser Besetzung, mit Ausnahme von Manfred Mann selbst, das erste Album ohne weitere Gründungsmitglieder.
Auf der Rückseite des Albumcovers teilt Manfred Mann den Fans mit, dass das Album das letzte von Chris Thompson mit der Band sei, da er seine eigene Band Night gründen werde. Thompson stand dementgegen jedoch auch bis weit in die 2000er Jahre immer wieder für Aufnahmen und Liveauftritte mit der Earth Band zur Verfügung und tritt auch auf allen weiteren Earth-Band-Alben, mit Ausnahme des 1987er Albums Masque, in Erscheinung, sowie auf dem Album 2006, das ungeachtet des Titels im Jahr 2004 unter dem Namen Manfred Mann '06 erschien und auf dem 2014er Manfred-Mann-Album Lone Arranger.
Die künstlerische Gestaltung des Covers hat Anspielungen zum Werk von M. C. Escher. Auf dem Cover befindet sich auch ein auf dem Kopf stehender weiblicher Engel mit blanker Brust. In den USA wurde das Haar des Engels jedoch teilweise retuschiert, damit es die nackten Brüste verdeckt.
Kanye West verwendete 2010 ein Sample aus dem Titel You Are, I Am für seinen Titel So Appalled vom Album My Beautiful Dark Twisted Fantasy. Manfred Mann wiederum benutzte So Appalled als Grundlage für den Song One Hand in the Air auf Lone Arranger. Mann erwähnt im Booklet zu dem Album, dass es Teil der Vereinbarung zur Verwendung von You Are, I Am durch West war, dass auch Mann selbst im Umkehrschluss den entstandenen Titel von West verwenden dürfe.

## Cover
Das Albumcover zeigt eine architektonische Szenerie mit mehreren Ebenen und Perspektiven. Im Vordergrund rechts sieht man einen Mann in einem grauen Anzug und Hut, der mit einem Stock eine Treppe hinaufgeht. Links im Bild steht ein weiterer Mann, der elegant, ähnlich eines Butlers, gekleidet ist und eine weiße Blume im Revers trägt. Er beobachtet den Mann im grauen Anzug. Zentral im Bild ist der Titel des Albums in weißer Schrift doppelt zu sehen, einmal allerdings auf dem Kopf stehend. Oberhalb des Titels hängt eine offenbar weibliche Person mit blankem Oberkörper kopfüber von der Decke, gekleidet in einer Art schwarzem Mantel oder Umhang, der an Fledermausflügel erinnert. Die Farbgebung des Covers ist dunkel und gedämpft, mit dominierenden Grau-, Braun- und Grüntönen. Der Bandname ist zweimal in gelber Schrift auf dem Cover platziert: einmal oben links und einmal unten rechts (hier wiederum auf dem Kopf stehend). Wenn man das Cover um 180° gedreht betrachtet sind der Titel und der Bandname auch jetzt zu lesen und die Person mit dem Umhang steht normal auf dem Boden (vorher Decke), während der Mann im grauen Anzug und der Butler nun an der Decke stehen.

## Rezeption
In Band 1 seiner Buchreihe Rock beschreibt das Magazin eclipsed das Album als „ureigene Mixtur aus kosmischen Sounds, aberwitzigen Improvisationen [...] und erdverbundenem Rock“ (Walter Sehrer, Matthias Bergert, Marcus Wicker, Wolfram Porr: Rock – Das Gesamtwerk der größten Rock-Acts im Check: alle Alben, alle Songs (Teil 1)) und vergibt für das Werk die zweithöchste Kategorie Pflichtkauf. Das Album landet in der Gesamtschau aller Manfred Mann’s Earth Band Alben hier auf Platz 4.
Joe Viglione schreibt auf allmusic über die „wunderschönen Keyboards“, eine „erstklassige[...] Anthony Moore-Produktionsarbeit,“ und eine Rockband mit „gutem Geschmack“. Das Album sei „gut gemachte Musik von einem Industrie-Veteranen“ und es erhält drei von fünf möglichen Sternen.
| ChartsChartplatzierungen       | Höchstplatzierung | Wochen |
| ------------------------------ | ----------------- | ------ |
| Deutschland (GfK)              | 4 (57 Wo.)        | 57     |
| Österreich (Ö3)                | 6 (28 Wo.)        | 28     |
| Vereinigtes Königreich (OCC)   | 30 (8 Wo.)        | 8      |
| Vereinigte Staaten (Billboard) | 144 (13 Wo.)      | 13     |

Das Album erhielt in Deutschland im Jahr 1980 eine Goldene Schallplatten-Auszeichnung.

## Titelliste

### Seite 1
1. Don't kill it, Carol (Mike Heron) – 6:18
2. You Angel You (Bob Dylan) – 4:02
3. Hollywood Town (Harriet Schock) – 5:09
4. Belle of the Earth (Manfred Mann) – 2:45
5. Platform End (Chris Thompson, Geoff Britton, Jimme O’Neill, Manfred Mann, Pat King, Steve Waller) – 1:35

### Seite 2
1. Angels at my Gate (Hirth Martinez[25], Jimme O’Neill, Manfred Mann) – 4:50
2. You Are – I Am (Manfred Mann) – 5:10
3. Waiting for the Rain (Billy Falcon) – 6:15
4. Resurrection (Manfred Mann) – 2:45